# Linum stocksianum
Linum stocksianum är en linväxtart som beskrevs av Pierre Edmond Boissier. Linum stocksianum ingår i släktet linsläktet, och familjen linväxter. Inga underarter finns listade i Catalogue of Life.